# Worms-Neuhausen
Neuhausen ist der flächenmäßig kleinste Stadtteil, jedoch der bevölkerungsreichste Ortsbezirk der kreisfreien Stadt Worms. Im Jahr 847 gegründet, wurde Neuhausen am 1. April 1898 als erster Stadtteil eingemeindet.

## Geographie
Neuhausen befindet sich unmittelbar nordwestlich der Wormser Innenstadt. Um den alten, einst von der Pfrimm begrenzten Dorfkern herum brachte die erste Hälfte des 20. Jahrhunderts eine schnelle Expansion des Stadtteils bis an die Westseite des Wormser Hauptbahnhofs mit sich. Später entstand im Norden von Neuhausen die Neubausiedlung Nordend.
Im Osten erstreckt sich der Ortsbezirk Neuhausen bis zur Bahnstrecke Mainz–Ludwigshafen, während die Neuhausener Gemarkung sogar über die Bahnstrecke hinausreicht. Im Süden und Westen, vor allem aber im Norden von Neuhausen geht die Stadtteilgrenze hingegen weit über die Gemarkungsgrenze hinaus. Mit nur 93 ha ist die Gemarkungsfläche von Neuhausen also um einiges kleiner als die Fläche des Ortsbezirks Neuhausen (ca. 185 ha).

## Geschichte
Der Ort ging hervor aus dem 847 gegründeten Cyriakusstift und teilt dessen reiche Geschichte.
Vor seiner Eingemeindung 1898 zählte der Ort 2.460 Einwohner und ist somit der Wormser Stadtteil, der seit seiner Eingemeindung den höchsten Bevölkerungsanstieg verzeichnen konnte.

### Name
Frühere Namen von Neuhausen lauten Niuhusen (847), Niwihusa (877), Niuhusa (897), Nuhusa (964), Nühusen (1124), Nuwehusen (1207), Nuhusen (1212).

### Wappen
Ein grüner Palmwedel des Märtyrers St. Cyriakus (dem Orts- und Kirchenpatron von Neuhausen) auf goldenem Grund.

## Einwohnerentwicklung
| Datum | Einwohner |
| ----- | --------- |
| 1898  | 2.460     |
| 2014  | 10.294    |

## Politik

### Ortsbeirat
Für den Stadtteil Worms-Neuhausen wurde 1987 ein Ortsbezirk gebildet. Dem Ortsbeirat gehören 15 Beiratsmitglieder an, den Vorsitz im Ortsbeirat führt der direkt gewählte Ortsvorsteher.
Zum Ortsbeirat siehe die Ergebnisse der Kommunalwahlen in Worms.

### Ortsvorsteher
Dieses Amt wird seit 1994 ausgeübt. Von 1994 bis 2014 war Edgar Walther (SPD) Ortsvorsteher. Sein Nachfolger ist Uwe Merz (SPD). Bei der Stichwahl am 16. Juni 2019 konnte er sich mit einem Stimmenanteil von 67,8 % durchsetzen, nachdem bei der Kommunalwahl am 26. Mai 2019 keiner der ursprünglich vier Kandidaten die notwendige Mehrheit erreicht hatte. Bei der Kommunalwahl am 9. Juni 2024 setzte er sich mit einem Stimmenanteil von 61,8 % gegen eine Mitbewerberin durch.

## Ortsbild von Neuhausen

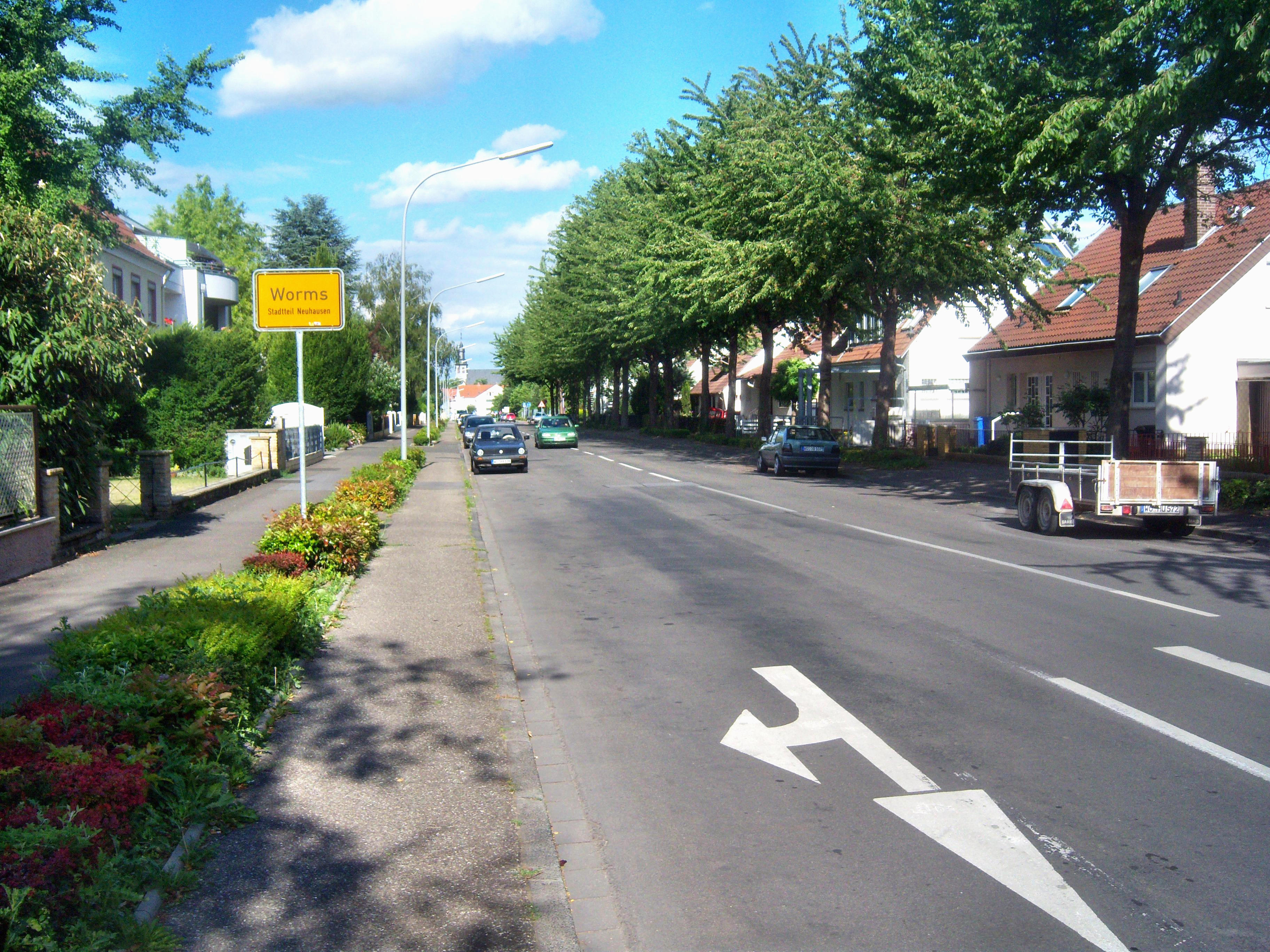
Ortseinfahrt auf der Eckenbertstraße, von Hochheim kommend

Der rasche Bevölkerungsanstieg führte dazu, dass heute sehr viele Wohnblöcke das einst dörfliche Ortsbild von Neuhausen prägen. Viele davon entstanden bereits in den 20er Jahren und wurden für die in Worms beschäftigten Eisenbahner errichtet.
Neben den großen Wohnblöcken prägen auch die zahlreichen Neubausiedlungen das Neuhauser Ortsbild. Die größte Siedlung Neuhausens ist die Nordendsiedlung mit ihren Ein- und Mehrfamilienhäusern.

## Sehenswürdigkeiten
Neuhausen bietet mehrere Sehenswürdigkeiten, von denen sich die meisten und bekanntesten im historischen Ortskern des Stadtteils befinden.
Zu den Sehenswürdigkeiten zählen u. a. die Evangelische Kirche von 1906/07 mit ihrem Römerbrunnen, die moderne katholische St.-Amandus-Kirche von 1952 und die ehemalige Cyriakuskapelle im Neuhauser Ortskern, welche heute als Wohnhaus genutzt wird.
Eine weitere Sehenswürdigkeit ist das Kriegerdenkmal, welches eine bronzene Kriegerstatue samt Schild auf einem Sockel zeigt. Der Sockel trägt die Aufschrift „Gott Vaterland Ehre Treue“.
Siehe auch: Liste der Kulturdenkmäler in Worms-Neuhausen

## Vereine
Ein bekannter Sportverein des Stadtteils ist der Turn- und Sportverein Neuhausen (TuS Neuhausen).
Seit 2023 ist auf demselben Gelände auch der größte Rugbyverein von Rheinland-Pfalz, der Rugby Club Worms beheimatet.

## Persönlichkeiten
- Samuel von Worms (um 785–857), Bischof von Worms, Abt des Reichsklosters Lorsch und Gründer des Cyriakusstiftes in Neuhausen
- Andreas Cellarius (um 1596–1665), Mathematiker, Astronom und Kosmograph
- Theodor Haak (1605–1690), gelehrter deutscher Calvinist
- Daniel Pareus (1605–1635?), Philologe und reformierter Pädagoge
- Maximilian Georg Joseph Neumayer (1789–1866), französischer Divisionsgeneral. Seine Zwillingsschwester Anne Marie Neumayer (1789–1869) war die Mutter des Malers Adolphe Yvon (1817–1893)